# Kambriska agrara revolutionen

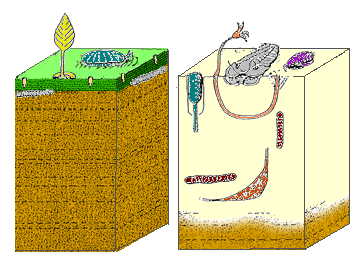
Illustration föreställande havsbotten före och efter.

Kambriska agrara revolutionen I övergången mellan ediacara och kambrium sker en förändring i bottenlevande djurs livsmönster. Under ediacara fanns inga livsformer som grävde djupt i bottensediementet de flesta begränsade sig till att leva på, i eller strax under den tunna microbiologiska matta som täckte stora delar av havsbotten i deras livsmiljöer. Dessa livsmiljöer är ofta mycket extrema med hög salthalt i det omgivande vattnet eller begränsad näringstillgång som till exempel låga halter av fosfor. Liknande livsmiljöer går fortfarande att finna i begränsad omfattning i bl.a. Australien. Under kambrium var det betydligt vanligare att djuren grävde sig ner på djupet i bottensediementet vilket kan bero på förändringar i födotillgången eller behovet av att gömma sig för predatorer.

## Nya livsformer
Under kambrium uppstår plötsligt en rad nya livsformer vilket brukar liknas vid en explosion (se kambriska explosionen). Dessa djur har radikalt förändrade utseenden och levnadsmönster. Den huvudsakliga orsaken alt. orsakerna till detta återstår att finna. Försök till förklaringar som framförts är bl.a. en förhöjd syresättning, tillgång till nya födokällor och näringsämnen alt. ett evolutionärt tryck från predatorer. De nya djurens levnadssätt rörde runt i bottensedimentet och ökade på så sätt syrehalten och tillgången till näringsämnen som sedimenterats under långa tidsperioder. Detta medför bl.a. att avlagringar i syrefattiga miljöer av den typ som återfinns bl.a. i Burgess Shale inte blir lika vanliga. Den nytillkomna tillgången till sedimenterade näringsämnen möjliggör fler ekologiska nischer och leder till utvecklandet av en större och mer varierad näringskedja, d.v.s. artrikedomen ökar.